# Градище (Долно Церово)
Вижте пояснителната страница за други значения на Градище.
Церовската крепост или Градището е късноантична и средновековна крепост в Югозападна България, разположена на северния вход на Кресненския пролом, на левия бряг на река Струма, на километър северно от горноджумайското село Долно Церово.

## История
Крепостта заема две тераси на скалист рид с почти отвесни северни и южни склонове. Западните склонове на рида полегато слизат към Струма, а на изток той се свързва с Горноцеровските възвишения.
Крепостта е строена в късната античност, вероятно в края на II – началото на III век върху останките на тракийско селище. Античната крепост заема около 3 ha площ, а градежът ѝ е смесен от камъни и тухлен пояс от 2-3 реда. В III век крепостта е разрушена от нахлулите в региона готи.
Към края на III – началото на IV век е възстановена. В крепостта е открита колективна находка от 30 монети на императорите Констанций II (337 - 361), Юлиан (361 - 363), Валент (364 - 378), Грациан (367 - 383) и Валентиниан II (375 – 392), което показва живот в нея до новите готски нашествия в IV век, когато отново е разрушена.
Повторно е възстановена в VI век като са изоставени укрепителните съоръжения по южния склон и крепостната стена е изтеглена навътре и площта намалява от 3 на 2,3 ha. Крепостта е окончателно разрушена от славяните във II половина на VI век.
На нейно място в края на VII – VIII век има славянско селище. В IX – X век крепостта е издигната на ново от българската държава, като частично са използвани античните градежи. В края на X век крепостта е опожарена и в началото на следния XI век на нейно място е изградено землено укреплени с вал с каменна обложка, изграден от напречни и надлъжни греди и пръст от руините на крепостта. Това укрепление е сходно със съседната Самуилова крепост и вероятно то също е дело на българския цар Самуил.
Животът в укреплението продължава и в XII – XIV век. От това време са разкопани землянки и са открити накити, сграфито керамика и една църква. Крепостта е спомената в Рилската грамота на българския цар Иван Шишман от 21 септември 1371 година като „градище Церово“.